# Союз ТМА-04М
«Союз ТМА-04М» — російський пілотований космічний корабель, на якому здійснено в 2012 році пілотований політ до міжнародної космічної станції. Він доставив трьох членів екіпажу 31 експедиції на МКС.

## Історія
16 листопада 2011 із Самари на космодром Байконур залізничним складом доставлена ракета-носій «Союз-ФГ», яка в 2012 році вивела на орбіту пілотований космічний корабель «Союз ТМА-04М». Після огляду вантажу склад з ракетою доставлений на майданчик 112 космодрому. В той же день було відбулось транспортування вагонів з блоками ракети-носія в монтажно-випробувальний корпус майданчика 112 для вивантаження і укладання на місця зберігання.
Запуск пілотованого «Союзу ТМА-04М» було відкладено до 15 травня 2012 року після того, як на етапі випробувань спускного апарата в барокамері Ракетно-космічної корпорації «Енергія» була виявлена деформація однієї зі службових систем спускного апарата.
15 травня 2012 корабель «Союз ТМА-04М» стартував до МКС.
17 вересня 2012 року здійснив успішну посадку з трьома космонавтами на борту.

## Екіпаж
- Генадій Падалка  Росія (Роскосмос)
- Сергій Ревін  Росія (Роскосмос)
- Джозеф Акаба  США

Дублюючий екіпаж:
- (Роскосмос) Олег Новицький — командир екіпажу;  Росія
- (НАСА) Кевін Форд — бортінженер;  США
- (Роскосмос) Євген Тарелкін — бортінженер.  Росія

## Політ
15 травня 2012 в 3:10 UTC (6:10 за київським часом) космічний корабель «Союз ТМА-04М» успішно відокремився від останнього ступеня носія і вийшов на околоземую орбіту з параметрами:
- Мінімальна висота над поверхнею Землі (в перигеї) — 200,7 кілометра;
- Максимальна висота над поверхнею Землі (в апогеї) — 246,36 кілометра;
- Період обертання — 88,68 хвилини;
- Нахил — 51,67 градуса.

## Місія
Основні завдання польоту:
- Виведення на орбіту корабля «Союз ТМА-04М» з трьома членами екіпажу МКС-31/32, стикування корабля з МКС до дослідницького модуля МІМ-2 «Пошук»
- Робота в складі екіпажу МКС-31
- Продовження роботи як екіпажу МКС-32
- Спільна робота екіпажу за програмою МКС-32
- Повернення на Землю трьох членів екіпажу МКС-32 на кораблі «Союз ТМА-04М».
- Стикування корабля з МКС — 17 травня в 4:38 UTC (7:38 за київським часом) ± 3 хв[3].

Тривалість польоту становила 125 діб.